# 張海川恐嚇公眾案
張海川恐嚇公眾案，是指發生於2021年至2023年期間，中國内地籍學生張海川透過網路留言、寄信、單位信箱等方式，對台灣多個公務機關、單位，揚言恐嚇放置炸彈或爆裂物。迄今累積約150件恐嚇案。

## 背景
張海川，浙江人，1998年生，於2016年來台就讀靜宜大學資工系，2020年畢業後就讀台科大研究所。
求學期間，曾因追求另一所學校同鄉學妹不成，於2019年寄信恐嚇對方，並盜用其私人E-Mail帳號，恐嚇在學校放置炸彈。此案台北地檢署於2021年6月起訴，但未被限制出境，台北地院受理後，2021年7月張海川在開庭前離境。

## 經過
2021年9月起，署名「唐澤貴洋」針對高鐵、台鐵、臺中捷運、高雄捷運等大眾運輸公司，甚至總統府、行政院、監察院等公務機關，恐嚇放置炸彈，共計28件。
2023年1月，台北捷運連2日收到恐嚇信件。
2023年2月，桃園捷運接到恐嚇訊息，揚言不滿瑞士聯邦國會友台小組訪問團要訪台擬在桃園機場捷運A1台北車站放炸彈。
2023年4月1日，總統府民意信箱收到署名「邢泰劍」之恐嚇信件，「四顆遙控炸彈已經安裝在桃園機場捷運A1台北車站某處，一顆遙控炸彈安裝在桃園機場捷運A1台北車站男廁所，中午11點30分，引爆炸彈，並且YouTube同步直播」。警方追查IP位址，研判為張海川所為。
2023年4月10日，桃園捷運收到張海川冒用航空警察局警官名義的恐嚇信，表示在列車上裝設3顆炸彈，下午將引爆。
2023年5月4日，警政署署長接獲恐嚇訊息，要求「撤銷對顏寬恒的起訴、否則12小時後進入A1台北車站隨機進入某列車對旅客攻擊並投擲燃燒瓶」」。
2023年5月16日至5月20日，福山植物園、高雄市壽山動物園、國立自然科學博物館、屏東海生館、六福村、花蓮太魯閣國家公園及海洋公園、澎湖水族館、國立中央大學、等多處陸續收到恐嚇信件，警方初步判定張海川涉有重嫌。各單位對此多臨時閉館、緊急疏散民眾，警方針對恐嚇信派員巡查，並查無爆料物。

## 後續
2023年5月25日，中華民國警政署警政委員周幼偉表示，中國公安單位已於5月5日傳喚張海川到案說明。